# Vladimir Velengurin
Vladimir Nikolajevič Velengurin (rusky Владимир Николаевич Веленгурин; * 1960, Krasnodar) je současný ruský novinářský fotograf. Zabývá se dokumentární fotografií z politické sféry Putina, oblasti armády, drog, sexu, sportu, každodenního života a dalších oblastí. Je členem agentury European Pressphoto agency (EPA).

## Život a dílo
Od roku 1983 do roku 1990 pracoval jako fotokorespondent pro deník Komsomolská pravda (Комсомольская правда).
Spolupracuje také s moskevským festivalem Interfoto.

## Fotografické projekty
Má za sebou celou řadu fotografických projektů. Za mnohaletou práci v Čečensku obdržel cenu World Press Photo.
V současné době žije v Moskvě.

## Ocenění
Je držitelem výbznamných ocenění v oblasti fotožurnalistiky: 2001-1 World Press Photo v kategorii Novinky (News) a 3. místo "Lidé v novinách" (People in news); obsadil první dvě místa na Interpressphoto 1990; Celkem drží 17 ocenění na Interphoto v různých nominacích a také za Snímek roku v roce 2001 a ještě mnoho dalších cen.